# Abi Morgan
Abigail Louise "Abi" Morgan, född 1968 i Cardiff, är en brittisk (walesisk) pjäsförfattare och manusförfattare. 
Morgan är bland annat känd för att ha skrivit manus till TV-serien The Hour och långfilmerna Järnladyn (2011) och Shame (2011). Hon har även skrivit filmmanuset till filmatiseringen av Zadie Smiths bästsäljande bok Brick Lane. Förutom att skriva manus så har Morgan även agerat producent till Tsunamin: Efter vågen och The Hour.
Hon har nominerats och vunnit flera BAFTA Awards och 2012 nominerades hon och 2013 vann hon en Emmy Award för sitt manusarbete med The Hour.

## Manus i urval
- 1998 – Läkarna på landet (TV-serie) (2 avsnitt)
- 2004 – Sex Traffic (TV-serie)
- 2006 – Tsunamin: Efter vågen (TV-serie) (även producent)
- 2007 – Brick Lane
- 2011–2012 – The Hour (TV-serie) (även producent)
- 2011 – Järnladyn
- 2011 – Shame
- 2012 – Birdsong (TV-serie)
- 2013 – The Invisible Woman
- 2015 – Suffragette
- 2015 – River (TV-serie)
- 2018–2025 – The Split (TV-serie)
- 2025 – Bridget Jones: Mad About the Boy (kommande)